# لری الیسون
لارنس جوزف الیسون، (به انگلیسی: Larry Ellison) (زاده ۱۷ اوت، ۱۹۴۴) یکی از بنیانگذاران و مدیر عامل شرکت اوراکل، یکی از شرکت‌های عمده در زمینهٔ نرم‌افزارهای پایگاه داده است.
مجلهٔ بلومبرگ گزارش داده‌است که الیسون در ردهٔ سوم ثروتمندترین افراد در دنیاست. در سال ۲۰۲۴، مجله فوربز اعلام کرد که ارزش خالص دارایی‌های الیسون در حدود ۱۴۴ میلیارد دلار است.
الیسون استعداد زودهنگامی در ریاضیات داشت و در جوانی برای شرکت امپکس (Ampex) کار می‌کرد. یکی از پروژه‌های او پایگاه دادهای برای سازمان اطلاعات آمریکا (سیا) بود که او آن پروژه را Oracle نامید.
مقالهٔ نوشته شده توسط ادگار ف. کاد در کاس رسمی بود. خانم کرافت، همسر چهارم الیسون است. الیسون یک پسر و یک دختر از همسران پیشین‌اش دارد.

## دارایی‌ها

### دارایی
الیسون رهبر و سرمایه‌گذار اصلی تیم مسابقاتی اوراکل-بی ام و است که برای قهرمانی در جام آمریکا در سال ۱۹۹۹ و ۲۰۰۳ مسابقه داده‌است.
الیسون با قایق تفریحی‌اش که Sayonara نام دارد، برندهٔ مسابقه قایقرانی فاجعه‌بار سیدنی به هوبارت در سال ۱۹۹۸ بوده‌است. در این مسابقه طوفان در حین مسابقه باعث شد که ۶ دریانورد جان خود را از دست بدهند. این تجربه باعث شد که الیسون مسابقات قایقرانی در اقیانوس‌ها را کنار بگذارد.
همچنین قایق تفریحی دیگر او به نام The Rising Sun تا سال ۲۰۰۴ در میان بزرگ‌ترین قایق‌های تفریحی دنیا در مقام دوم جای دارد. اعلام شده‌است که ساخت این قایق بیش از ۲۰۰ میلیون دلار هزینه دربرداشته‌است. طول این قایق ۱۳۸ متر می‌باشد (بزرگ‌ترین قایق تفریحی شاهزاده عبدالعزیز نام دارد و متعلق به خانوادهٔ سلطنتی عربستان می‌باشد و طول آن ۱۴۷/۱ متر است).

### هوایی
الیسون بارها به دلیل سروصدای تولید شده توسط هواپیمای جت خصوصی‌اش از سوی مقامات فرودگاه بین‌المللی سان خوزه، مورد انتقاد قرار گرفته‌است. در سان خوزه، کالیفرنیا، قوانینی وجود دارد که برخاستن و نشستن هواپیماهایی با وزن بیش از ۳۴ تن (۷۵۰۰۰ پاوند) در هنگام شب مجاز نیست و الیسون در این باره چندین اخطاریه دریافت کرده‌است. در سال ۲۰۰۱ امتیاز عدم مشمولیتی ویژه از این قانون به الیسون اهدا شد.

## خانه
او مِلکی طراحی شده شبیه روستاهای ژاپنی در قرون وسطا، دارد که در وودساید، کالیفرنیا قرار گرفته‌است. همچنین او خانهٔ مدرنی در محلهٔ اختصاصی پاسیفیک هایتز سان فرانسیسکو در خیابان برادوی دارد.

## ورزش‌ها
الیسون چندین بار سعی کرده‌است که امتیاز یک تیم ورزشی حرفه‌ای را خریداری کند. او تلاشهایی برای خریدن تیم‌های بسکتبال Golden State Warriors و San Francisco 49ers انجام داد که در هر دو مورد تقاضای او رد شد. اکنون او به‌دنبال خرید امتیاز یک تیم ورزشی در لس‌آنجلس است. لازم است ذکر شود که این شهر محل برگزاری لیگ ملی فوتبال آمریکا است.